# 福島県道254号長塚請戸浪江線
福島県道254号長塚請戸浪江線（ふくしまけんどう254ごう ながつかうけどなみえせん）は、福島県双葉郡双葉町から浪江町に至る一般県道である。

## 路線概要
- 起点：双葉郡双葉町大字長塚字寺内前
- 終点：双葉郡浪江町大字幾世橋字知命寺（知命寺交差点）
- 総延長：8.627km[1]
  - 実延長：総延長に同じ
- 路線認定年月日：1959年8月31日[2]

双葉町の中心部である長塚地区にて国道6号から東に分岐し、沿岸部を北上した後に再び内陸部の国道6号へ至る「コ」の字型の線形を描く路線である。

### 重用区間
- 福島県道391号広野小高線（双葉郡浪江町両竹字本町 - 同郡同町棚塩字町田）

### 新道・バイパス
復興シンボル軸
- 起点：双葉郡双葉町長塚字町東
- 終点：双葉郡双葉町中野字羽山前
- 延長：2,100m（全体延長2,900m）
- 幅員：14.0m（2車線）

2011年3月11日に発生した東日本大震災に伴う津波被害からの復興を進めている沿岸部と双葉町中心部、更に福島県道256号井手長塚線を介して常磐自動車道常磐双葉インターチェンジとの円滑な連絡のために、復興シンボル軸として両県道の整備が2016年度より事業化され、2018年11月27日に起工式が行われた。総延長2,900mのうち当県道部は中心市街地の長塚から沿岸部の中野にかけての2,100mであり、すでに存在する町道を活用した新道建設部分で構成され、2020年7月17日に開通した。

### 道路施設
請戸橋
（請戸川）
幾内橋
- 全長：125.21m
- 幅員：12.02m
- 竣工：1979年[4]

東詰は浪江町北幾世橋字畿内、西詰は幾世橋字辻に位置し、二級水系請戸川を再度渡る。橋上は上下対向2車線で、上下線両側に歩道が設置されている。

## 通過する自治体
- 双葉郡双葉町 - 浪江町

## 接続・交差する道路
- 双葉町内
  - 国道6号・福島県道256号井手長塚線（長塚字寺内前（寺内前交差点） 起点）
- 浪江町内
  - 福島県道391号広野小高線 広野方面（両竹字本町）
  - 福島県道391号広野小高線 小高方面（棚塩字町田）
  - 福島県道255号幾世橋小高線（北幾世橋字大町）
  - 国道6号・国道114号（幾世橋字知命寺（知命寺交差点） 終点）

## 沿線
- 請戸漁港
- 幾世橋郵便局
- 道の駅なみえ（終点付近）